# 男爵酒店
男爵酒店（Baron Hotel）是叙利亚最古老的酒店，位于阿勒颇市中心 Aziziyeh 区的男爵街，毗邻阿勒颇国家博物馆。

## 历史
在阿勒颇建设豪华酒店的想法始于19世纪末。在1870年左右，来自亚美尼亚Mazloumian家族的一位成员在前往耶路撒冷朝圣途中，途径阿勒颇（当时已经是一个国际商业中心），他发现欧洲人居住在传统的商隊驛站中感觉非常不适，于是决定在阿勒颇建造中东第一个现代酒店亚拉腊酒店 （Ararat hotel）。
几年后， Mazloumian兄弟扩大业务，设立新的男爵酒店。1909年，在阿勒颇城外的花园中，建造了目前建筑的一楼；二楼建于1911年，三楼建于1940年。

## 著名客人

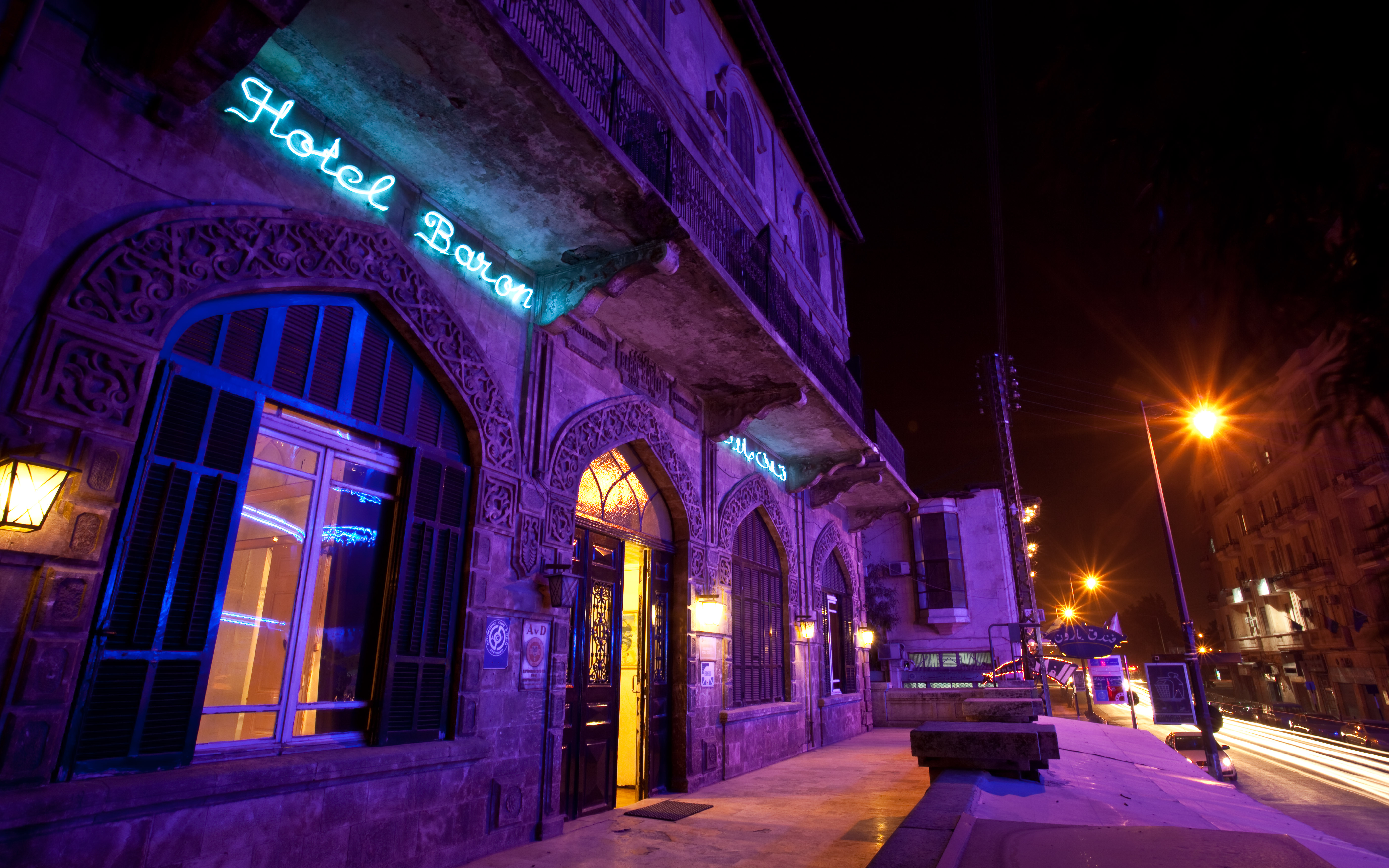
夜景

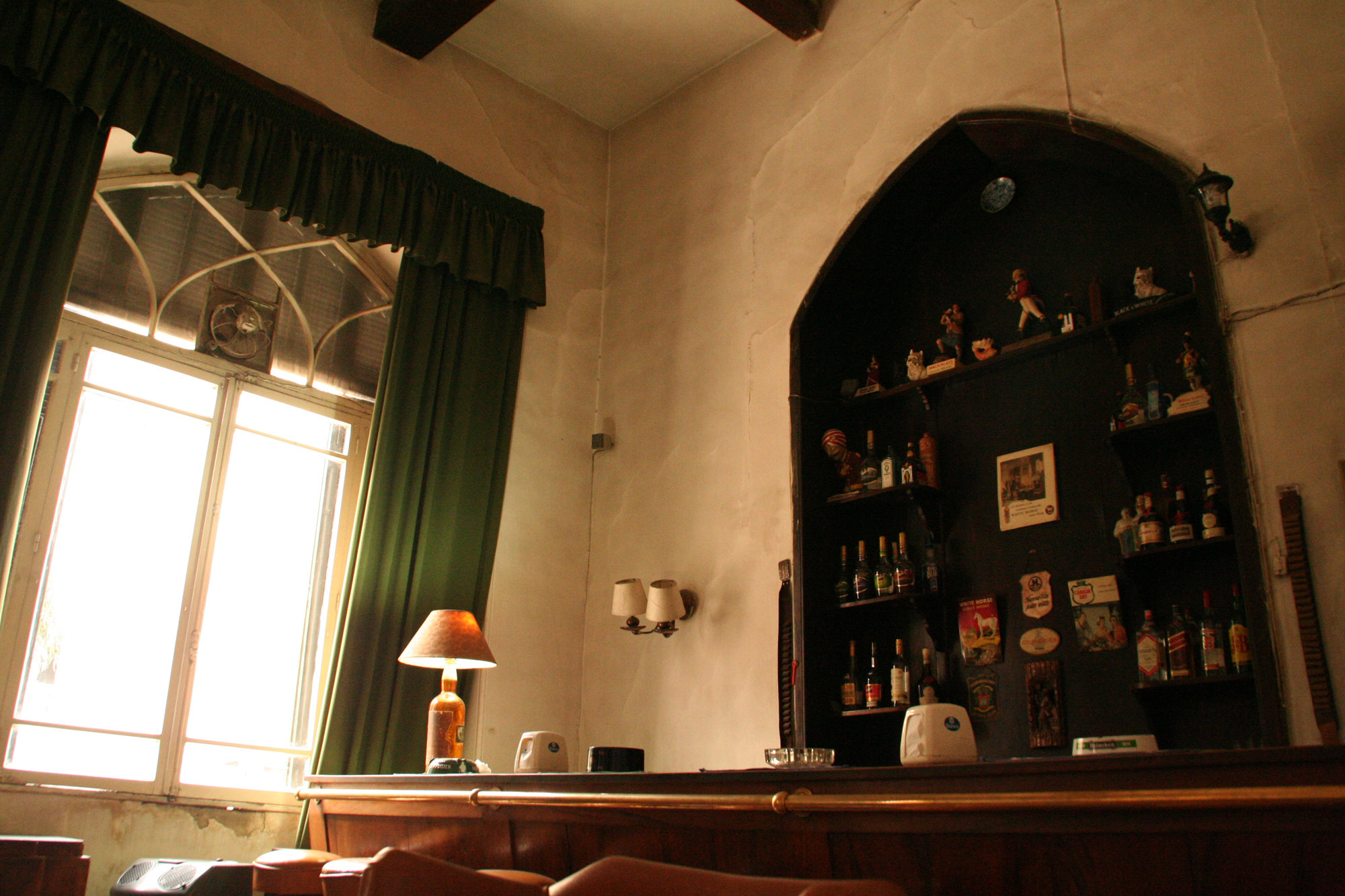
酒吧

直到第二次世界大战，大部分客人是英国人或德国人。英国特工假扮考古学家刺探德国将军，将军为他们的奥斯曼帝国盟友安排华丽的宴会，当时德国工程师建造从柏林到巴格达的铁路线.
酒店的二楼接待过许多政治领袖和文化名人: 阿拉伯的劳伦斯睡在202房（酒店有显示他的未付酒吧账单的复印件）；费萨尔一世在215房间的阳台宣布叙利亚独立；阿加莎·克里斯蒂在203房间写出了《东方快车谋杀案》的第一部分。入住总统套房的有法国总统戴高乐、瑞典国王古斯塔夫六世·阿道夫、埃及总统纳赛尔、叙利亚前总统哈菲兹·阿萨德、阿拉伯联合酋长国“国父”扎耶德·本·蘇爾坦·阿勒納哈揚，以及美国亿万富翁大卫·洛克菲勒。其他著名的嘉宾包括茱莉·姬絲蒂、西奥多·罗斯福夫妇，穆斯塔法·凯末尔·阿塔蒂尔克、查爾斯·林德伯格和尤里·阿列克谢耶维奇·加加林。
在法国托管时期，酒店所在的街道以法国将军亨利·高洛德（Henri Gouraud）命名。1946年叙利亚独立后，政府考虑到该酒店的重要性，决定更名为男爵街。